# Oxyfidonia fulvida
Oxyfidonia fulvida là một loài bướm đêm trong họ Geometridae.